# Anemonina
Anemonin es un compuesto que se encuentra en las plantas de la familia Ranunculaceae. Es la dimerización de la toxina protoanemonina que es fácilmente hidrolizado a un ácido dicarboxílico.

The hydrolysation product of anemonin

La sustancia tiene el nombre de las plantas del género Anemone, donde fue identificado por primera vez. Le han sido descritas propiedades antiespasmódicas y analgésicas.